# تیومسترون
تیومسترون (به انگلیسی: Tiomesterone) با فرمول شیمیایی C۲۴H۳۴O۴S۲ یک ترکیب شیمیایی با شناسه پاب‌کم ۱۶۶۲۶ است. که جرم مولی آن ۴۵۰٫۶۵ g/mol می‌باشد.